# Abdellah Ardjoune
Abdellah Ardjoune (en arabe : عبد الله عرجون), né le 21 février 2001, est un nageur algérien.

## Carrière
Abdellah Ardjoune dispute les Championnats d'Afrique de natation 2018 à Alger, où il est médaillé d'argent du 4 × 100 mètres quatre nages mixte et médaillé de bronze du 50 mètres dos ainsi que du 4 × 100 mètres quatre nages masculin.
Il obtient quatre médailles aux Jeux africains de 2019 à Casablanca ; la médaille d'or sur 100 mètres dos, deux médailles d'argent sur 50 et 200 mètres dos et une médaille de bronze sur 4 × 100 mètres quatre nages.
Il remporte aux Championnats d'Afrique de natation 2021 à Accra la médaille d'argent sur 50 mètres dos et la médaille de bronze sur 100 mètres dos.
Il obtient aux Championnats d'Afrique de natation 2022 à Tunis la médaille d'or sur 100 et 200 mètres dos, ainsi que sur 4 × 100 mètres 4 nages, et la médaille d'argent sur 50 mètres dos et sur 4 × 100 mètres quatre nages mixte.
Aux Jeux africains de 2023 à Accra, il est médaillé d'or du 50 mètres dos et du 100 mètres dos, médaillé d'argent du 200 mètres dos et médaillé de bronze du 4 × 100 m quatre nages et du 4 × 100 m quatre nages mixte.

## Palmarès

### Championnats d'Afrique
- Championnats d'Afrique de natation 2022 à Tunis
  -  Médaille d'or du 100 mètres dos
  -  Médaille d'or du 200 mètres dos
  -  Médaille d'or du 4 × 100 mètres quatre nages
  -  Médaille d'argent du 50 mètres dos
  -  Médaille d'argent du 4 × 100 mètres quatre nages mixte

- Championnats d'Afrique de natation 2021 à Accra
  -  Médaille d'argent du 50 mètres dos
  -  Médaille de bronze du 100 mètres dos

- Championnats d'Afrique de natation 2018 à Alger
  -  Médaille d'argent du 4 × 100 mètres quatre nages mixte
  -  Médaille de bronze du 50 mètres dos
  -  Médaille de bronze du 4 × 100 mètres quatre nages

### Jeux africains
- Jeux africains de 2023 à Accra
  -  Médaille d'or du 50 mètres dos
  -  Médaille d'or du 100 mètres dos
  -  Médaille d'argent du 200 mètres dos
  -  Médaille de bronze du 4 × 100 mètres quatre nages
  -  Médaille de bronze du 4 × 100 mètres quatre nages mixte
- Jeux africains de 2019 à Rabat
  -  Médaille d'or du 100 mètres dos
  -  Médaille d'argent du 50 mètres dos
  -  Médaille d'argent du 200 mètres dos
  -  Médaille de bronze du 4 × 100 mètres quatre nages

### Championnats arabes
- Championnats arabes de natation en petit bassin 2021 à Abou Dabi [6]
  -  Médaille d'or sur 50 mètres dos
  -  Médaille d'or sur 100 mètres dos
  -  Médaille d'or sur 200 mètres dos

- Championnats arabes de natation 2016 à Dubaï
  -  Médaille d'or sur 200 mètres dos